# Firenze–Lucca-vasútvonal
A Firenze–Lucca-vasútvonal egy normál nyomtávolságú, 76 km hosszúságú, 3000 V egyenárammal villamosított vasútvonal Olaszországban Firenze és Lucca között.